# SES Astra

SES-Astra-Logo

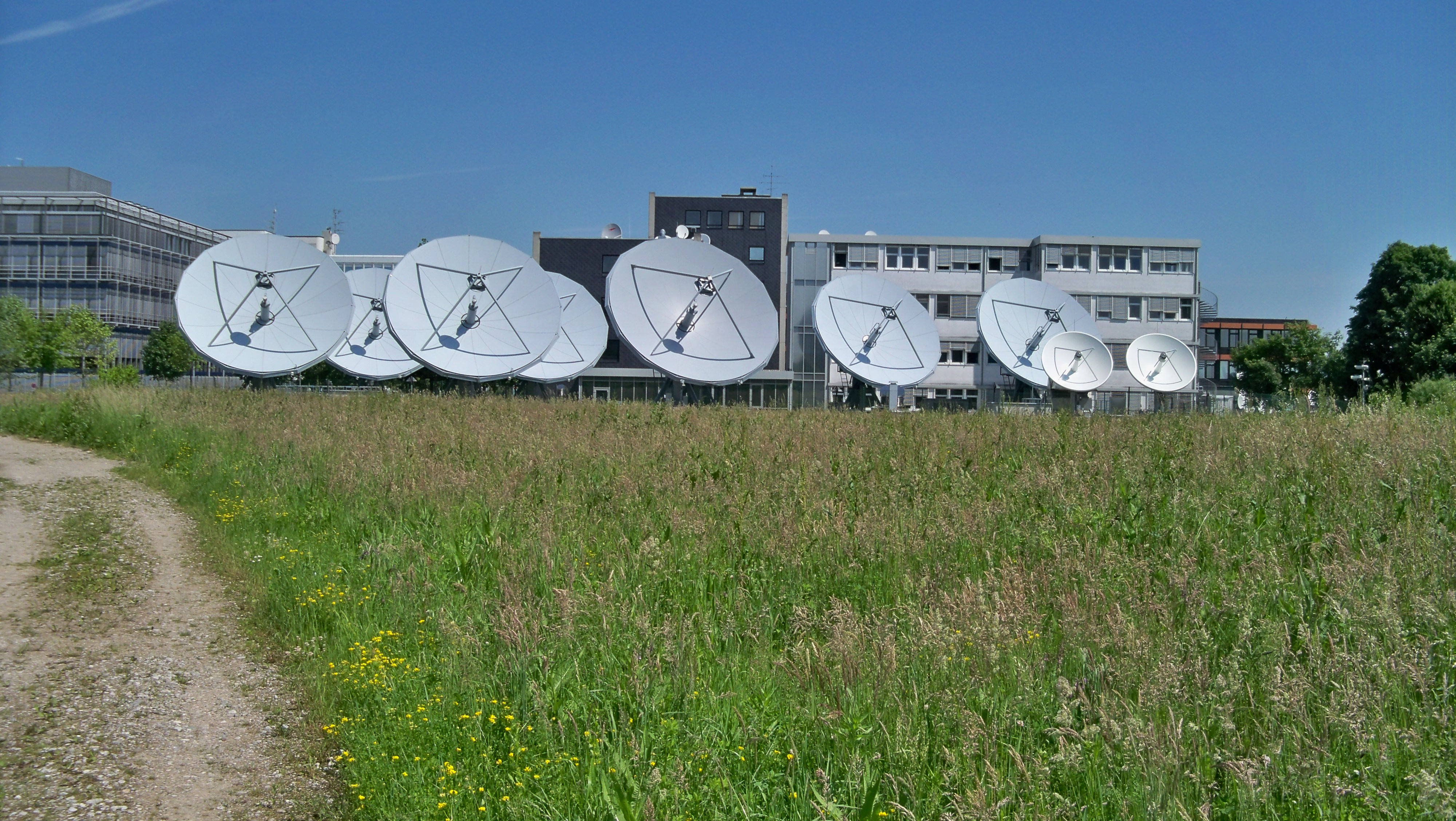
Astra-Parabolantennen in Unterföhring

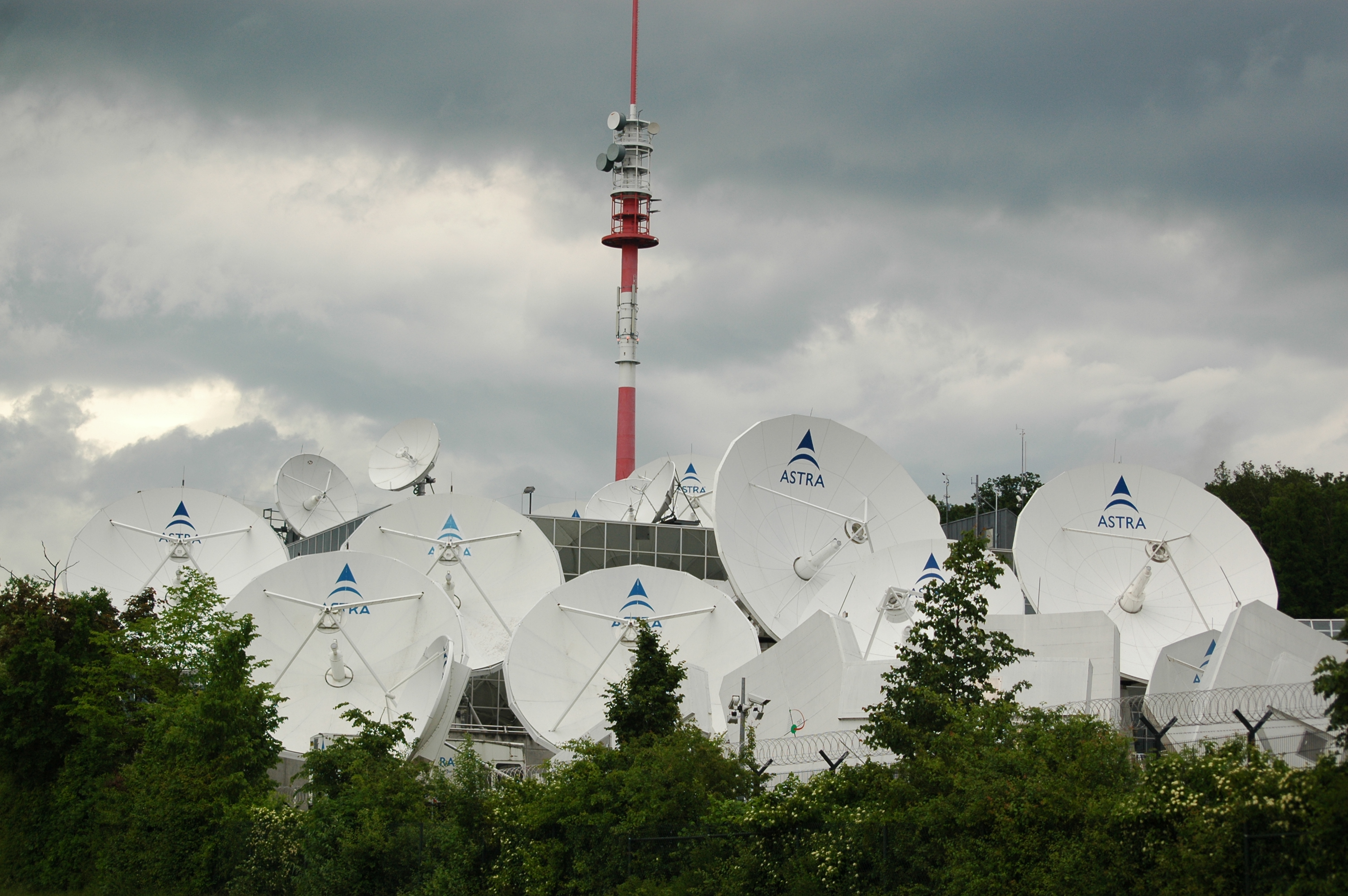
Firmensitz und Hauptkontrollzentrum von SES S.A. in Betzdorf/Luxemburg

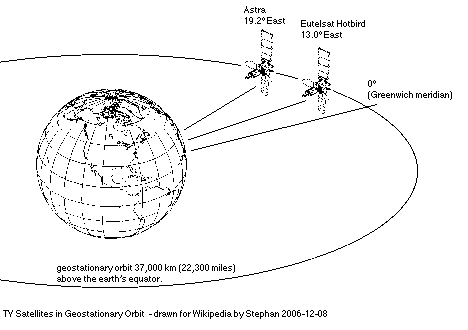
Astra- und Eutelsat-Hot-Bird-Satelliten in geostationärem Orbit

Die SES ASTRA S.A. mit Sitz in Betzdorf in Luxemburg ist ein Tochterunternehmen des Satellitenbetreibers SES S.A. und betreibt eine Flotte geostationärer Rundfunk- und Nachrichtensatelliten. Bis 2011 war SES ASTRA auch für die kommerzielle und technische Vermarktung der ASTRA-Satelliten zuständig; diese wurde im Mai 2011 in das Management der SES S.A. überführt.
Die Bezeichnung ASTRA (lateinisch astrum ‚Stern‘) und das zugehörige Logo wird durch die SES S.A. derzeit noch als Warenzeichen verwendet und dient weiterhin der Namensgebung für einen Teil der Satelliten der SES-Flotte. Die SES S.A. betreibt für die Vermarktung ihrer Dienste im deutschsprachigen Raum eine Tochtergesellschaft SES Germany GmbH mit Sitz in Unterföhring bei München. Sie wurde von 2004 bis 2016 von Wolfgang Elsäßer geleitet.

## Zweck
Die Satelliten der SES Astra dienen vor allem dem Direktempfang von Satellitenrundfunk mit einer meist 60 bis 90 cm großen Parabolantenne, auch Satellitenschüssel genannt. Damit können über 2500 digitale TV- und Radiokanäle über 242 Transponder von über 142 Millionen Haushalten in Europa empfangen werden. Astras Prinzip der Co-Positionierung, bei der mehrere Satelliten nahe beieinander innerhalb eines Würfels mit einer Kantenlänge von 150 km angeordnet sind, ermöglicht die Nutzung aller Frequenzen des Ku-Bandes auf einer Orbitalposition – was mit nur einem Satelliten derzeit nicht möglich wäre. Außerdem können Reserve-Transponder anderer Satelliten die Übertragung schnell übernehmen, wenn ein Satellit eine Panne hat.

## Geschichte
Im März 1985 wurde die Société Européenne des Satellites (SES S.A.) mit dem Ziel gegründet, einen Kommunikationssatelliten mit dem Namen ASTRA für den Direktempfang mit kleinen Parabolantennen zu kommerzialisieren. Dies sollte durch die rasant fortschreitende technische Entwicklung in der LNB-Technik möglich werden, die es Privathaushalten erlaubte, mit relativ handlichen Satellitenschüsseln von noch lediglich 1,2 Meter Durchmesser Direktempfang von leistungsschwachen (20 Watt je Transponder) Post-Fernmeldesatelliten zu praktizieren.
Es war eine logische Schlussfolgerung der SES, dass sich durch den Einsatz von modernen Satelliten mit einer EIRP von 51 dBW die notwendige Schüsselgröße auf ein erstmals wirklich massentaugliches Format von 75 cm und weniger reduzieren lasse.
Durch das Versagen des Satelliten TV-Sat 1 am 21. November 1987 (ein Solarpanel des TV-Sat ließ sich nicht ausklappen) war der Zeitbonus des staatlichen Direktsatelliten verspielt und der Weg für den Markterfolg des am 11. Dezember 1988 gestarteten Astra 1A frei. TV-Sat 2 startete zwar noch am 8. August 1989, doch dies erwies sich als zu spät.
Nachdem sich der Erfolg des ASTRA-Satelliten schon kurze Zeit nach dessen Inbetriebnahme im Februar 1989 gezeigt hatte, entschied sich die SES, einen weiteren Satelliten zu bauen und in den Orbit starten zu lassen. Hierbei setzte die SES auf eine technische Neuerung: Astra 1B wurde im März 1991 gestartet und auf dieselbe Orbitalposition wie ASTRA 1A (19.2° Ost in ca. 36.000 km über dem Äquator) manövriert. Durch Nutzung eines benachbarten Frequenzbereiches zu ASTRA 1A konnte die Anzahl der Fernsehkanäle von 16 auf 32 Transponder erhöht werden.

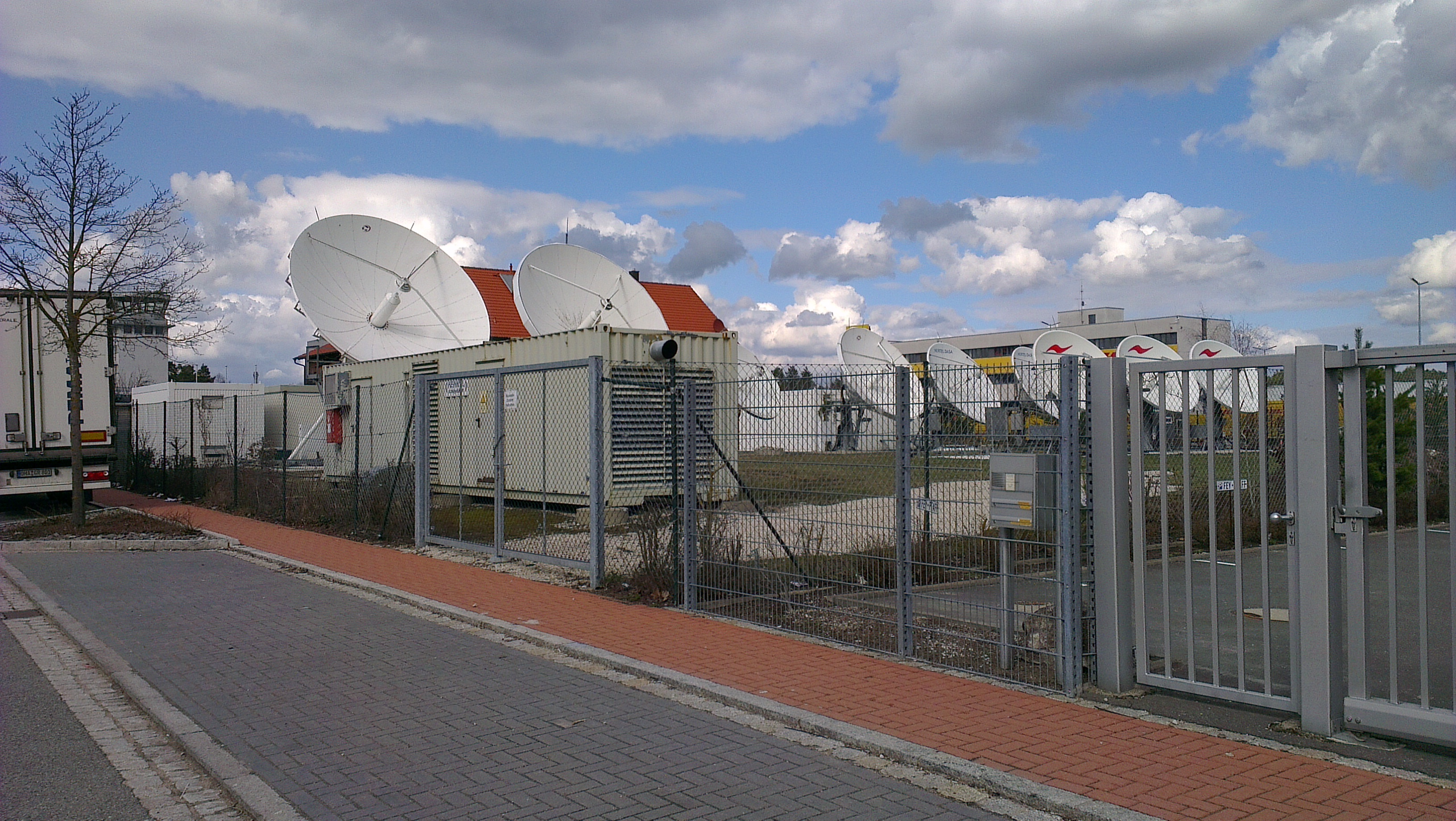
SES Astra Backup Uplink im Gewerbepark Nürnberg-Feucht

Das ASTRA-Satellitensystem wurde zwischen 1993 und 1999 um weitere sechs Satelliten (ASTRA 1C-1H) durch Kopositionierung auf 19,2° Ost erweitert. Dadurch wurde das gesamte Ku-Band zwischen 10,7 und 12,75 GHz im Downlink ausgenutzt und in Summe 120 Transponder (davon 64 analoge und 56 digital genutzte Transponder) angeboten. Für die digitale Übertragung werden meist speziell dafür vorgesehene Transponder genutzt. („Prinzipiell können alte Analogtransponder auch digital weiterverwendet werden, meist werden dann aber weniger Programme übertragen als bei neueren Transpondern und die Ausleuchtzone ist kleiner.“) 1998 wurde eine weitere Orbitalposition auf 28,2° Ost eröffnet, was jedoch ein Abkommen zwischen SES und dem konkurrierenden Satellitenbetreiber Eutelsat erforderte, da dieser auf 28,5° Ost bereits Frequenzbereiche in Anspruch nahm.
In den Jahren 1998 bis 2001 übernahm die SES S.A. Firmenanteile anderer Satellitenbetreiber (darunter NSAB, Embratel und GE Americom). SES Global wurde in der Konsequenz 2001 als Holdinggesellschaft und SES ASTRA S.A. als Tochtergesellschaft gegründet. 2011 wurde die operative Trennung zwischen SES und SES ASTRA aufgehoben.

## Orbitalpositionen der aktiven Satelliten
| 19,2° Ost | 28,2° Ost | 23,5° Ost | 4,8° Ost | 31,5° Ost |
| --------- | --------- | --------- | -------- | --------- |
| Astra 1N  | Astra 2E  | Astra 3B  | Astra 4A | Astra 5B  |
| Astra 1P  | Astra 2F  |           |          |           |
|           | Astra 2G  |           |          |           |

Kopositionierte Satelliten
| 19,2° Ost | 28,2° Ost | 23,5° Ost | 5,0° Ost | 31,5° Ost |
| --------- | --------- | --------- | -------- | --------- |
|           |           |           | SES-5    |           |

Zurzeit haben größtenteils die Positionen 19,2° Ost und 28,2° Ost für den Direktempfang Bedeutung. Die Satelliten auf 19,2° Ost richten sich an Kontinentaleuropa mit einem sehr hohen Anteil deutscher Sender sowie einigen Sendern in anderen europäischen Sprachen wie Französisch, Spanisch, Italienisch, Englisch und Polnisch. Die Satelliten auf 28,2° Ost richten sich dagegen auf die Bedürfnisse von Großbritannien aus, vor allem mit dem BSB-Bezahlfernsehen und den Sendern der BBC.
Die deutschen Kabelnetzbetreiber führten bis April 2011 die Signale für die Kabelkopfstationen verschlüsselt über Astra 3 zu, da kein flächendeckendes Glasfasernetz vorhanden war. Aus Platzmangel auf 19,2° Ost soll Astra 3 nach und nach die Hauptposition für niederländische Sender werden, daher werden Teile des niederländischen Canal-Digitaal-Bouquets sowie bereits alle Regionalsender über 23,5° Ost ausgestrahlt.

## Antennenausrichtung für Satellitenposition 19,2° Ost

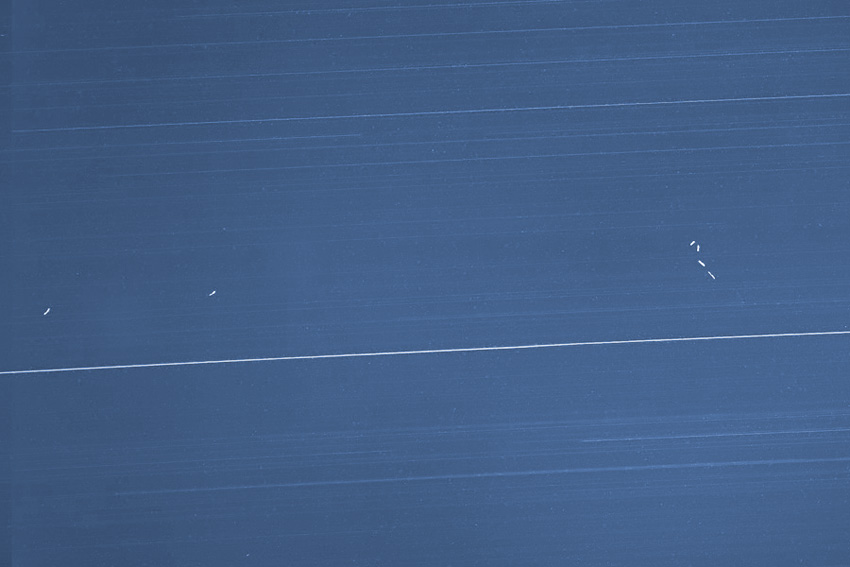
Astra-Satelliten (kurze Striche) von der Erde aus betrachtet. Infolge von Bahnkorrekturen werden die Satelliten nicht als Punkte abgebildet. Die langen horizontalen Strichspuren wurden von Sternen erzeugt.

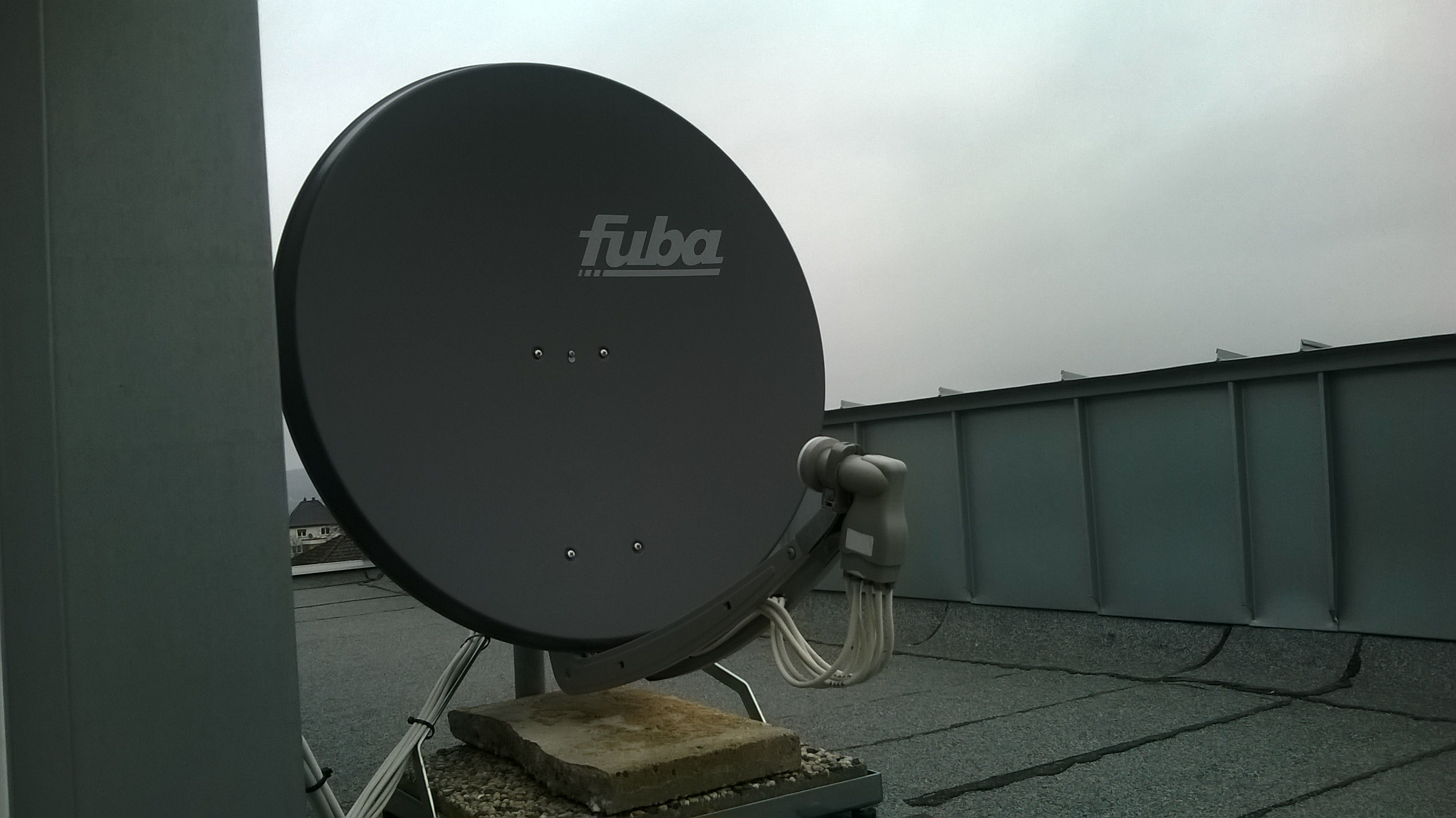
80-cm-Parabolantenne zum Empfang der ASTRA-Satelliten auf 19,2°Ost

Die Astra-Satellitenposition 19,2° Ost, die für den deutschen Sprachraum die größte Bedeutung hat, befindet sich stationär 36.000 km über dem Äquator. Daher muss eine Satellitenschüssel in Mitteleuropa von der Südrichtung leicht nach Osten abweichen (Azimutwinkel) und etwas nach oben (Elevationswinkel) gerichtet sein.
Für die Astra-Satelliten auf 19,2° Ost gelten folgende Elevationswerte und Azimutwinkel (siehe auch: Horizontalwinkel):
| Ort             | Elevation / Neigungswinkel (°) (0° = Horizont, 90° = Zenit) | Azimut / Horizontalwinkel (°) (90° = Ost, 180° = Süd) |
| --------------- | ----------------------------------------------------------- | ----------------------------------------------------- |
| Kiel            | 27,5                                                        | 168,9                                                 |
| Rostock         | 27,9                                                        | 171,3                                                 |
| Hamburg         | 28,3                                                        | 168,6                                                 |
| Berlin          | 29,7                                                        | 172,7                                                 |
| Bochum          | 30,3                                                        | 164,7                                                 |
| Bremen          | 28,6                                                        | 167,0                                                 |
| Hannover        | 29,5                                                        | 168,1                                                 |
| Düsseldorf      | 30,2                                                        | 164,2                                                 |
| Kassel          | 30,6                                                        | 167,6                                                 |
| Dresden         | 31,3                                                        | 173,0                                                 |
| Mainz/Wiesbaden | 31,6                                                        | 165,9                                                 |
| Nürnberg        | 32,8                                                        | 169,4                                                 |
| Saarbrücken     | 32,3                                                        | 164,1                                                 |
| Stuttgart       | 33,2                                                        | 166,8                                                 |
| Wien (A)        | 34,5                                                        | 176,2                                                 |
| München         | 34,2                                                        | 169,8                                                 |
| Zürich (CH)     | 34,6                                                        | 165,7                                                 |

Für beliebige Satelliten und beliebige Empfangsorte können die Elevations- und Azimutwinkel nach Formeln berechnet werden (siehe: Geostationärer Satellit).

## Besondere Dienste
Einige der Satelliten sind mit besonderen Techniken ausgestattet, so zum Beispiel mit
- Skyplex, einem Multiplexverfahren für Satelliten
- Satmode, einem Dienst für Interaktives Fernsehen
- Digitalplattform Entavio